# Maja Freundlich
Maja Freundlich (18. studenoga 1959.) je hrvatska novinarka, esejistica, glumica i političarka. Piše oglede. Kćer je hrvatskih novinara, hrvatskih proljećara Srećka Freundlicha i Nede Krmpotić.
Pisala je za Vjesnik, Hrvatski obzor, Hrvatsko slovo i druge. U esejima pisala je o raspadu SFRJ.
Bila je zamjenica predsjednika HDZ-a. Na 7. Općem saboru HDZ-a travnja 2002., izgubila je u utrci za mjesto predsjednika stranke. Pobijedio je Ivo Sanader s 51%, Ivić Pašalić imao je 47%, a Maja Freundlich 2% glasova.

## Djela
- Kao čitav jedan život: izabrani članci  (predgovor: Ante Stamać), 1996.
- Zbornik Klasične gimnazije u Zagrebu : 1607. – 1997. (glavna urednica)
- Slovo na papiru: ogledi i pogledi, 2000.
- Hejslaveni, izdavač Hrvatska kulturna zaklada - Hrvatsko slovo, 2001.
- autorica poglavlja u knjizi Hello Toronto, ovdje Zagreb : 1991. – 2001. Damira Borovčaka, 2001.
- predgovor knjizi Željka Sabola Hrvatsko pomračenje u podne (zbirke članaka većinom objavljenih u Vjesniku), 2003.

Zastupljena je u zbirkama:
- Očenaš iz Hrvatske = Il Padrenostro dalla Croazia urednice Đurđice Ivanišević (prijevod Ksenije Tokić)
- Predgovori/pogovori urednika Ante Stamaća
- Croatia - Vukovar, prireditelja Mate Sušca (prijevod Joze Mršića), izdavač Hrvatska kršćanska demokratska stranka, 1992.

## Filmografija
- "Dundo Maroje" kao Pera (1983.) - TV-kazališna predstava
- "Ifigenija u Aulidi" kao Ifigenija (1983.) - TV-kazališna predstava
- "Hildegard" kao Blanka Babić (1983.)
- "Samo jednom se ljubi" (1981.)

## Vanjske poveznice
- Maja Freundlich u internetskoj bazi filmova IMDb-u (engl.)
- Dnevne bilješke Ljubomira Antića. Dvadeset godina od prvih višestranačkih inicijativa, Porođajne muke hrvatskog višestranačja, travanj 1989.  Arhivirana inačica izvorne stranice od 4. listopada 2013. (Wayback Machine), Vijenac 398